# Uwe Jungandreas
Uwe Jungandreas (* 16. Februar 1962 in Altenburg) ist ein deutscher Handballtrainer und ehemaliger Handballspieler.

## Karriere
Er begann als Spieler 1972 bei Traktor Ziegelheim, wechselte 1975 zum SC Leipzig, wo er bis 1981 spielte. Von 1981 bis 1982 war er bei Wismut Ronneburg und anschließend bis 1983 bei OHS Löbau aktiv. Von 1983 bis 1986 spielte er wieder in Ronneburg und von 1987 bis 1990 bei der HSG Freiberg. Diesen Verein betreute er im Anschluss an seine aktive Spielerzeit ab 1990 bis 1997 als Trainer. Von 1997 bis 2010 trainierte er die Mannschaft des 1. SV Concordia Delitzsch. Ab 2010 war er Trainer des SC DHfK Leipzig. Am 5. Mai 2013 wurde er von seinen Aufgaben entbunden. Am 17. Dezember 2013 übernahm er das Traineramt beim Bundesligisten SC Magdeburg bis zum Saisonende 2014. Anschließend wurde er ab November 2014 Trainer des Drittligisten Dessau-Roßlauer HV. 2016 stieg er mit Dessau in die 2. Bundesliga auf. Nach drei Spielzeiten stiegen sie 2019 wieder in die 3. Liga ab. Nach einer Saison gelang ihnen der direkte Wiederaufstieg in die 2. Bundesliga. 2023 wurde er als Trainer der Saison 2022/23 in der 2. Bundesliga ausgezeichnet. Mitte November 2024 wurde bekannt, dass Jungandreas nach der Saison 2024/25 den DRHV 06 verlassen wird. Anschließend übernahm er das Traineramt des EHV Aue.
Zu seinen Erfolgen zählt der Aufstieg mit Concordia Delitzsch in die Handball-Bundesliga und mit dem Dessau-Roßlauer HV in die 2. Handball-Bundesliga.

## Privat
Uwe Jungandreas ist verheiratet und hat zwei Kinder.